# 富山大学事件
富山大学事件（とやまだいがくじけん）とは、富山大学の学生が履修していた科目の単位修得を認められなかったことで単位不認定等の違法確認を求めた行政訴訟。この裁判では、①単位不認定と②専攻科修了不認定の2つが争われた。最高裁判所第三小法廷昭和52年3月15日判決。

## 概要

### 単位不認定事件
富山大学の学生であった原告6名は、昭和41年度のA教授の講義を受講していたところ、経済学部長は同年12月にA教授の授業担当停止の措置、及び学生への代替科目履修の指示を行った。原告はこの指示に従わず、A教授の授業を受け続け、試験を受けた。そしてA教授は合格の判定を行い、学部長に成績票を提出した。ところが学部長による単位認定は行われることがなかったので、原告が学部長を被告として、単位授与・不授与未決定の違法確認の訴えを起こした。
裁判では、一審が「特別権力関係における内部事項」であるとし、訴え却下。二審は一審を支持して控訴を棄却。原告上告。

### 専攻科修了不認定事件
専攻科の学生もまた、教官の演習などを受講していたが、この学生もまた経済学部長に対して単位認定を求めると同時に、学長に対しても専攻科不修了の違法確認の訴えを起こしている。一審は訴えを却下したが、二審で訴えの適法性を認め、原判決をすべて破棄して富山地方裁判所へ審理を差し戻したため、学部長・学長側が上告。

## 最高裁判決

### 単位不認定事件
上告棄却。「大学は、国公立であると私立であるとを問わず、学生の教育と学術の研究とを目的とする教育研究施設であって、……一般市民社会とは異なる特殊な部分社会を形成しているのであるから、このような特殊な部分社会である大学における法律上の係争のすべてが当然に裁判所の司法審査の対象になるものではない。」

### 専攻科修了不認定事件
単位認定の請求について破棄自判（控訴棄却）、その他について上告棄却。「国公立の大学は公の教育研究施設として一般市民の利用に供されたものであり、学生は一般市民としてかかる公の施設である国公立大学を利用する権利を有するから、学生に対して国公立大学の利用を拒否することは、学生が一般市民として有する右公の施設を利用する権利を侵害するものとして司法審査の対象になるものというべきである。」

## 判決の意義
この裁判で問題となったのは、「特別権力関係論」と、それに代わる「部分社会論」である。前者は一般権力関係に対置されるもので、公務員、在監者、国立大学学生など国に服する者に対して用いられ、大日本帝国憲法以来、公権力による人権制限の法理として有力であった。しかし日本国憲法下では修正をしないと用いることが難しくなり、下級審判決で採用した本法理を、最高裁判決では採用していないと見られる。
判旨は「一般市民社会とは異なる特殊な部分社会を形成している」として、大学について、部分社会論を採用した。この法理は大学のみならず、地方議会、政党、宗教団体、労働組合、私企業などにも当てはまる。なおここで問題となるのは、単位認定そのものは司法審査になじまないが、「特定の授業科目の単位の取得それ自体が一般市民法上一種の資格要件とされる場合」のような「特段の事情」があるものについては司法審査の対象となる、ということである。
又、専攻科の修了不認定は、「学生が一般市民として有する（中略）公の施設を利用する権利を侵害するもの」として、司法審査の対象となると示した。

## 判例評釈
- 兼子仁「国立大学における単位授与と司法審査」塩野宏・小早川光郎・宇賀克也編『行政判例百選II 第4版』390頁（有斐閣、1999年）
- 井上典之「国立大学の内部問題と司法審査」芦部信喜・高橋和之・長谷部恭男編『憲法判例百選II』404頁（有斐閣、2000年）
- 見平典「国立大学の内部問題と司法審査」長谷部恭男・石川健治・宍戸常寿編『憲法判例百選Ⅱ』396頁（有斐閣、第七版、2019年）